# Batracomorphus ancus
Batracomorphus ancus är en insektsart som beskrevs av Knight 1983. Batracomorphus ancus ingår i släktet Batracomorphus och familjen dvärgstritar. Inga underarter finns listade i Catalogue of Life.